# Erysimum virgatum
Erysimum virgatum är en korsblommig växtart som beskrevs av Albrecht Wilhelm Roth. Erysimum virgatum ingår i släktet kårlar, och familjen korsblommiga växter. Inga underarter finns listade i Catalogue of Life.

## Bildgalleri

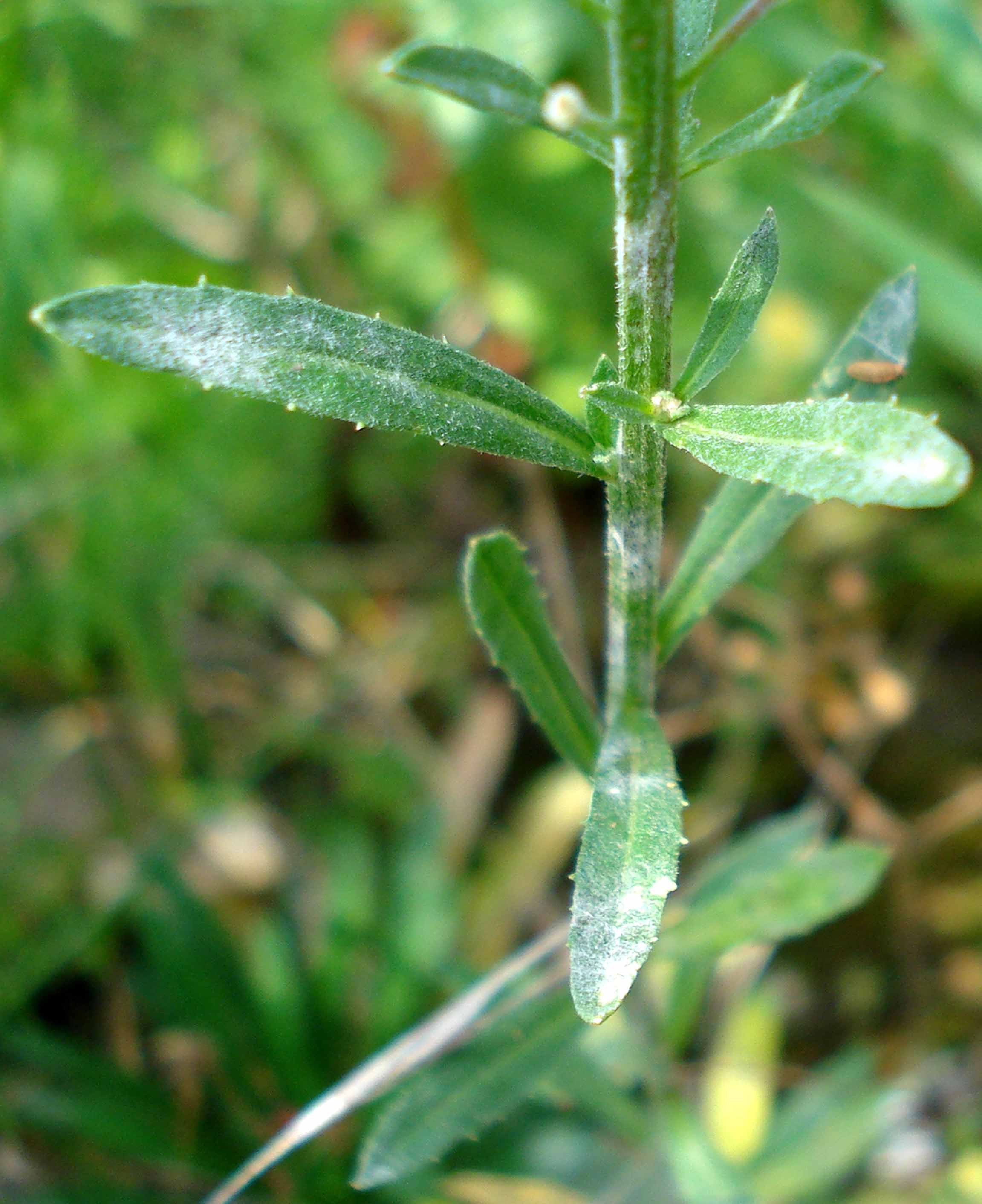